# Wat Beren Leren
Wat Beren Leren (Engels: We Bare Bears) is een Amerikaanse animatieserie, die werd uitgezonden op Cartoon Network van 27 juli 2015 tot 27 mei 2019. De serie is gemaakt door Daniel Chong en is gebaseerd op zijn online strip The Three Bare Bears. Het draait om de drie beren die in een grot bij San Francisco Bay Area wonen en hun best doen om te integreren in de samenleving.
De pilotaflevering ging wereldwijd in première op het KLIK! Amsterdam Animatie Festival. In 2020 kreeg de serie een film en startte de spin-off We Baby Bare Bears.

## Personages
- Grizz: Hij is een extraverte grizzlybeer en zit bovenaan op de "berenstapel". Hij heeft een vrolijke, energieke houding. Als welp speelde hij mee in een Canadese sitcom.
- Panda: Hij is een verlegen pandabeer en zit in het midden van de "berenstapel". Hij kijkt graag naar anime en Koreaanse series. Hij volgt kunstlessen en kan niet zonder zijn smartphone. Als welp zat hij vast in een Chinese dierentuin.
- IJsbeer: Hij is een tamelijk stille ijsbeer en zit onderaan de "berenstapel". Hij kookt graag en doet aan karate. Als welp leefde hij op de Noordpool en raakte daar bevriend met de Rus Yuri.
- Chloe Park: Ze is een tienjarig meisje van Koreaanse afkomst. Ze is hoogbegaafd en zit aan de universiteit. Door het leeftijdsverschil heeft ze moeite met vrienden maken. Ze onderzoekt het gedrag van de beren voor een project en wordt zo vrienden met hen.
- Charlie: Hij is ook bekend als Bigfoot of la Chupacabra. Het is onbekend hoe oud hij is, maar hij staat op een Mexicaanse affiche uit 1913 onder de naam "El Oso". Hij is bang van mensen. In het begin van de reeks hebben de beren moeite met zijn storend gedrag, maar Charlie blijft positief en leert zich aan te passen. Hij houdt van kaaschips die boswachter Tabes in het bos achterlaat.
- Nom Nom: Hij is een koala die beroemd is op het internet. In zijn video's is hij een schattige, kleine beer die meestal niet praat. In werkelijkheid is hij stinkend rijk en zeer verwend. Hij heeft moeite met vrienden maken door zijn arrogante houding.
- Boswachter Tabes: Ze is de boswachter van het bos. Als kind werd ze gered door Charlie. Ze is de leider van de Heidewachters ("Poppy Rangers"), een woudlopersclub met jonge meisjes.

## Originele stemmen
- Grizz: Eric Edelstein
- Panda: Bobby Moynihan
- Ice Bear: Demetri Martin
- Chloe Park: Charlyne Yi
- Charlie: Jason Lee
- Nom Nom: Patton Oswalt
- Ranger Tabes: Cameron Esposito

## Nederlandse stemmen
De Nederlandse versie is gemaakt door SDI Media en wordt sinds 9 november 2015 uitgezonden op Cartoon Network.
- Grizz: Pim Veth
- IJsbeer: Kevin Hassing
- Panda: Joey Schalker
- Panda (welp): Gioia Parijs
- Chloe Park: Elaine Hakkaart (in de film: Kim van Zeben)
- Charlie: Frans Limburg
- Nom Nom: Jelle Amersfoort
- Boswachter Tabes: Marjolein Spijkers
- Agent Trout: Berend Dubbe
- Dramatische Koe: Joanne Telesford
- Pizza-rat: Lucas van den Elshout
- Diversen: Rosa van de Meeberg